# Théâtre des Deux-Masques
Pour les articles homonymes, voir Théâtre des Deux-Masques (homonymie).
Le théâtre des  Deux-Masques est une ancienne salle de spectacles qui était située 6 rue Fontaine, dans le 9e arrondissement de Paris.

## Historique
La salle est inaugurée le 6 avril 1898 sous le nom de Nouveau-Tremplin. Rebaptisé concert Fontaine puis concert Saint-Georges en 1903, il acquiert son nom de théâtre des  Deux-Masques en juillet 1905 sous la direction de Paul Garbagni. L'idée de l'ex-pensionnaire de l'Odéon est de rivaliser avec le Grand-Guignol voisin en alternant, à l'image des deux masques qui ornent le fronton, le rire et la peur. Jules Berry en est un des acteurs réguliers. En 1908, l'établissement est repris par Henri Dickson qui le destine au genre léger, sous le nom de Folies-Royales. Mais les revues de nu ne sont pas du goût de la justice qui condamne le chanteur à trois mois de prison.
Le dramaturge Yves Mirande se porte immédiatement acquéreur afin d'y faire représenter certaines de ses créations sous l'enseigne du Princess-Théâtre, mais il jette rapidement l'éponge. Au cours de la Première Guerre mondiale, la salle connaît plusieurs directions et tout autant d'appellations : concert Saint-Georges, Deux-Masques, concert Alexandrette et concert Damia durant le bref passage de la célèbre chanteuse réaliste. Alice des Granges, directrice du théâtre Moderne, tente vainement d'y lancer un théâtre Libertin.
Ce n'est qu'en 1921 sous l'égide de Marcel Nancey, directeur de différentes salles parmi lesquelles le théâtre des Bouffes-Parisiens, le théâtre Mondain, le Little-Palace et le théâtre Comœdia, que le lieu acquiert  enfin une véritable identité. Mais le succès est de courte durée car une expropriation l'oblige à déménager début 1924. Tandis que Nancey transporte ses Deux-Masques quelques mètres plus haut au théâtre Fontaine (l'expérience ne durera qu'une année), le lieu est reconverti en dancing, ce qu'il est toujours aujourd'hui sous le nom de Bus Palladium.
L'appellation réapparaîtra à deux reprises : de 1935 à 1938, à nouveau au théâtre Fontaine et sous la direction de Nancey et en 1961-62 au théâtre de la Potinière.